# Archidiocèse d'Aracaju
L'archidiocèse d'Aracaju (en latin, Archidioecesis Aracaiuensis) est une circonscription ecclésiastique de l'Église catholique au Brésil.
Son siège se situe dans la ville d'Aracaju, capitale de l'État du Sergipe.
Depuis le 13 mars 2024, son archevêque est Josafá Menezes da Silva (pt).